# 리히텐베르크 모양

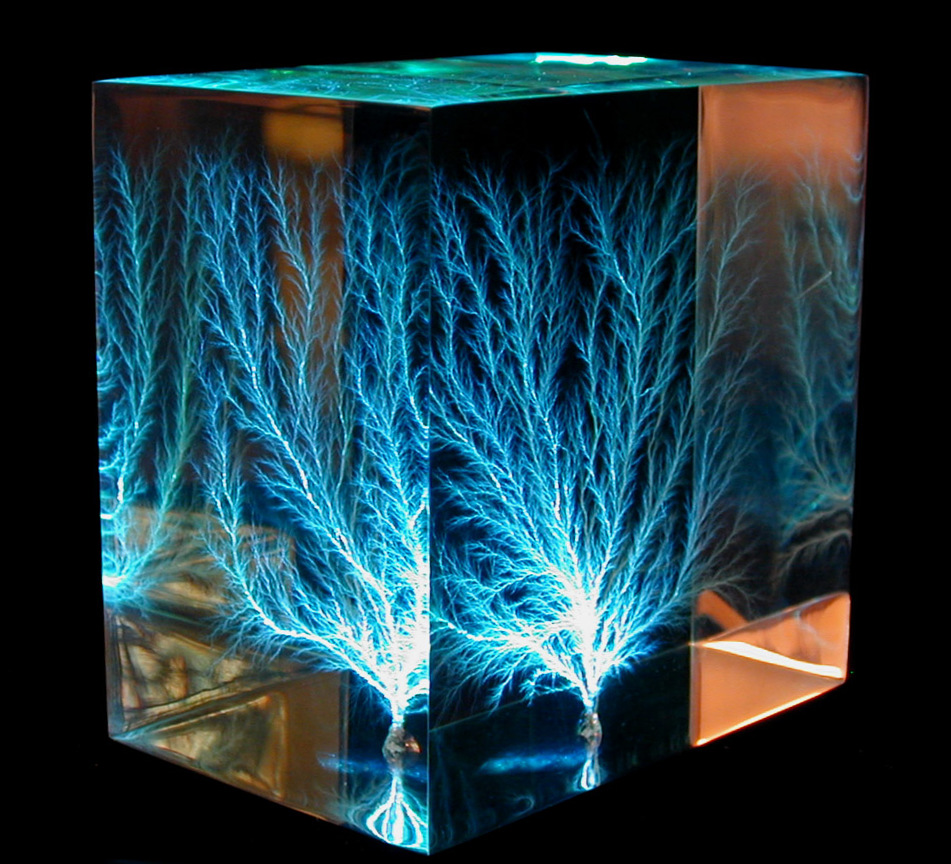

리히텐베르크 모양(독일어: Lichtenberg-Figuren)은 전기가 절연체의 표면을 때리거나 내부를 통과할 때 남기는 나뭇가지 모양의 형체다. 고체, 액체, 기체를 막론하고 일어날 수 있다.

## 같이 보기
- 수관기피
- 키를리언 사진